# Рибейра-ду-Ампару
Рибейра-ду-Ампару (порт. Ribeira do Amparo)  —  муниципалитет в Бразилии, входит в штат Баия. Составная часть мезорегиона Северо-восток штата Баия. Входит в экономико-статистический  микрорегион Рибейра-ду-Помбал. Население составляет 13 875 человек на 2006 год. Занимает площадь 699,342 км². Плотность населения — 19,8 чел./км².

## Статистика
- Валовой внутренний продукт на 2003 год составляет 21 732 207,00 реалов (данные: Бразильский институт географии и статистики).
- Валовой внутренний продукт на душу населения на 2003 год составляет 1564,82 реалов (данные: Бразильский институт географии и статистики).
- Индекс развития человеческого потенциала на 2000 год составляет 0,549 (данные: Программа развития ООН).